# La Chupicuaro
La Chupicuaro est une statuette féminine en terre cuite, réalisée vers 400-100 av. J.-C., issue de la culture Chupícuaro du Mexique. Elle est exposée au Pavillons des Session du musée du Louvre